# Anel Ryce
Anel Enrique Ryce Moreno (ur. 6 lipca 2006) – panamski piłkarz występujący na pozycji defensywnego pomocnika, od 2025 roku zawodnik ukraińskiego Czornomorca Odessa.